# Trójskok

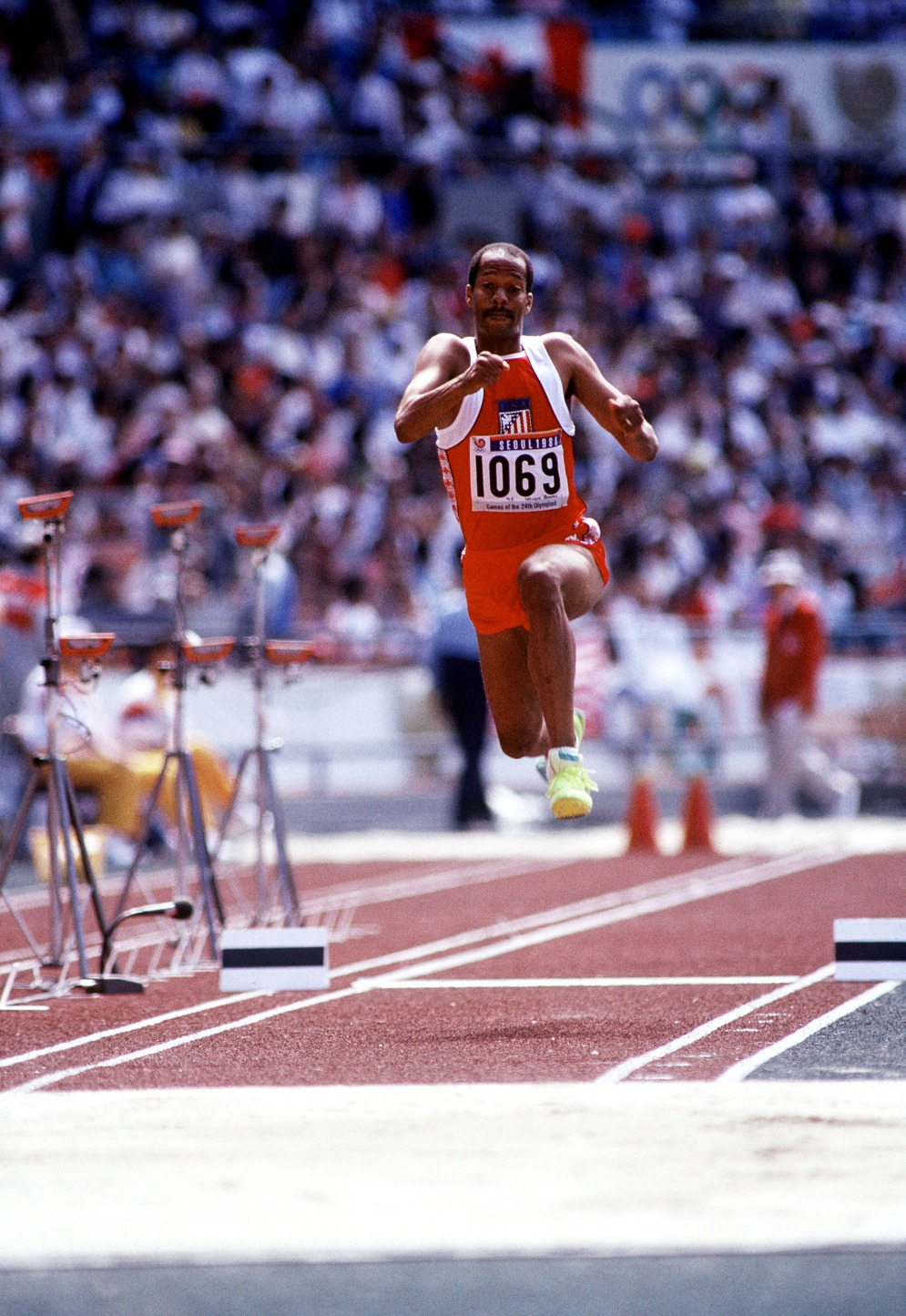
Willie Banks, były rekordzista świata

Trójskok – konkurencja lekkoatletyczna, w której zawodnik musi wykonać trzy następujące po sobie skoki:
- pierwszy – odbicie z nogi 1 i lądowanie na tę samą nogę 1
- drugi – odbicie z nogi 1 i lądowanie na nogę przeciwną 2
- trzeci – odbicie z nogi 2 i lądowanie w dowolny sposób, zazwyczaj na obie nogi[1].

Zasady rozbiegu, odbicia, lądowania i mierzenia są identyczne jak w skoku w dal. Dwa pierwsze skoki odbywają się na twardej bieżni, trzeci skok kończy się na piasku.

## Najlepsi zawodnicy wszech czasów

### mężczyźni
Poniższa tabela przedstawia listę 10 najlepszych trójskoczków w historii tej konkurencji (stan na 11 czerwca 2024 r.)
- zobacz więcej na stronie World Athletics (ang.)

### kobiety
Poniższa tabela przedstawia listę 10 najlepszych trójskoczkiń w historii tej konkurencji (stan na 8 sierpnia 2021 r.)
- zobacz więcej na stronie World Athletics (ang.)

## Najlepsi zawodnicy wszech czasów w hali

### mężczyźni
zobacz więcej na stronach World Athletics (ang.)

### kobiety
zobacz więcej na stronach World Athletics (ang.)

## Polscy finaliści olimpijscy (1-8)

### mężczyźni
- 1. Józef Szmidt 16,81 1960
- 1. Józef Szmidt 16,85 1964
- 6. Ryszard Malcherczyk 16,01 1960
- 7. Józef Szmidt 16,89 1968
- 7. Michał Joachimowski 16,69 1972
- 7. Eugeniusz Biskupski 16,49 1976
- 8. Jacek Pastusiński 16,72 1988

## Polscy finaliści mistrzostw świata (1-8)

### mężczyźni
- 1. Zdzisław Hoffmann 17.42 1983
- 5. Jacek Pastusiński 17.35 1987

### kobiety
- 8. Urszula Włodarczyk 13.80 1993

## Polacy w dziesiątkach światowych tabel rocznych
| Mężczyźni |
| --- |
| - 1936 – 9. Edward Luckhaus, 15,21 - 1958 – 2-3. Józef Szmidt, 16,43 - 1959 – 4. Ryszard Malcherczyk, 16,44 - 1959 – 5. Józef Szmidt, 16,29 - 1960 – 1. Józef Szmidt, 17,03 - 1960 – 5. Ryszard Malcherczyk, 16,44 - 1961 – 2. Ryszard Malcherczyk, 16,53 - 1961 – 4. Józef Szmidt, 16,40 - 1962 – 2. Józef Szmidt, 16,55 - 1962 – 4. Ryszard Malcherczyk, 16,50 - 1963 – 1. Józef Szmidt, 16,99 - 1963 – 8. Ryszard Malcherczyk, 16,30 - 1964 – 1. Józef Szmidt, 16,85 - 1965 – 1. Józef Szmidt, 16,74 - 1966 – 1. Jan Jaskólski, 16,76 - 1966 – 5. Józef Szmidt, 16,64 - 1967 – 2. Józef Szmidt, 16,84 - 1967 – 4. Jan Jaskólski, 16,72 - 1968 – 6. Józef Szmidt, 16,89 - 1970 – 8. Józef Szmidt, 16,65 - 1970 – 10-11. Andrzej Lasocki, 16,55 - 1972 – 6. Michał Joachimowski, 16,95 - 1973 – 3. Michał Joachimowski, 17,06 - 1973 – 7. Andrzej Sontag, 16,84 - 1974 – 3. Michał Joachimowski, 17,03h - 1975 – 6. Andrzej Sontag, 16,96 - 1975 – 8. Michał Joachimowski, 16,90h - 1976 – 6. Michał Joachimowski, 16,86 - 1976 – 7-8. Andrzej Sontag, 16,81 - 1983 – 3. Zdzisław Hoffmann, 17,42 - 1984 – 10. Zdzisław Hoffmann, 17,34 - 1985 – 8. Zdzisław Hoffmann, 17,53 |

## Polacy w rankinguTrack & Field News
| Mężczyźni |
| --- |
| - 1957: 7. Ryszard Malcherczyk - 1958: 1. Józef Szmidt - 1958: 9. Ryszard Malcherczyk - 1959: 2. Józef Szmidt - 1959: 3. Ryszard Malcherczyk - 1960: 1. Józef Szmidt - 1960: 6. Ryszard Malcherczyk - 1961: 2. Józef Szmidt - 1961: 3. Ryszard Malcherczyk - 1961: 9. Jan Jaskólski - 1962: 1. Józef Szmidt - 1962: 3. Ryszard Malcherczyk - 1963: 1. Józef Szmidt - 1963: 5. Jan Jaskólski - 1964: 1. Józef Szmidt - 1965: 1. Józef Szmidt - 1966: 5. Józef Szmidt - 1966: 6. Jan Jaskólski - 1967: 3. Jan Jaskólski - 1967: 6. Józef Szmidt - 1968: 7. Józef Szmidt - 1970: 6. Józef Szmidt - 1972: 6. Michał Joachimowski - 1973: 3. Michał Joachimowski - 1973: 6. Andrzej Sontag - 1973: 10. Eugeniusz Biskupski - 1974: 3. Michał Joachimowski - 1974: 6. Andrzej Sontag - 1975: 4. Michał Joachimowski - 1975: 7. Eugeniusz Biskupski - 1975: 9. Andrzej Sontag - 1976: 8. Eugeniusz Biskupski - 1983: 1. Zdzisław Hoffmann - 1987: 6. Jacek Pastusiński |